# Фюссли, Иоганн Каспар (энтомолог)
Иоганн Каспар Фюссли (нем. Johann Caspar Fuessly или Füssli; 9 марта 1743, Цюрих — 4 мая 1786, Винтертур) — швейцарский книготорговец и энтомолог.

## Биография и творчество
Родился 9 марта 1743 года в Цюрихе в семье художника Иоганна Фюссли.
Написал несколько крупных сочинений по насекомым, выдающихся для его времени и отличающихся большим числом изображений насекомых: «Magazin für die Liebhaber der Entomologie» (Цюрих и Винтертур, 1778—1779); «Neues Magasin für die Liebhaber der Entomologie» (там же, 1782—1787); «Archiv der Insectengeschichte» (там же, 1781—1786), «Verzeichnis der ihm bekannten Schweitzerischen Inseckten» (1775).